# IC 1503
IC 1503 је спирална галаксија у сазвјежђу Рибе која се налази на листи објеката дубоког неба у Индекс каталогу.
Деклинација објекта је + 4° 48' 5" а ректасцензија 23h 38m 27,2s. Привидна величина (магнитуда) објекта IC 1503 износи 13,8 а фотографска магнитуда 14,4. IC 1503 је још познат и под ознакама UGC 12715, MCG 1-60-16, CGCG 407-31, UM 1, IRAS 23359+0431, PGC 71982.